# Unió Excursionista de Catalunya de Gràcia
La Unió Excursionista de Catalunya de Gràcia és una entitat arrelada a Gràcia i d'esperit genuïnament català dedicada al foment de la tècnica, la pràctica i la difusió de l'excursionisme en totes les seves facetes, tant esportives com culturals i de lleure, així com a la defensa, el manteniment i la millora de les condicions del medi on es desenvolupen les aquestes activitats. La UEC de Gràcia està afiliada a la Federació d'Entitats Excursionistes de Catalunya (FEEC) i a la Federació d'Entitats Corals de Catalunya.

## Història
La UEC de Gràcia fou fundada l'any 1940 per la fusió de membres de la secció excursionista de l'Orfeó Gracienc amb socis del Centre Excursionista Rafael Casanova (1916). L'any 1943 s'hi fusionà l'Agrupació Excursionista Perla (1924).
La UEC de Gràcia és una de les entitats integrants de la Unió Excursionista de Catalunya, una agrupació que aplega d'altres entitats del nostre país. L'any 1983 se li concedí la Creu de Sant Jordi de la Generalitat de Catalunya per la seva tasca de difusió i vertebració de l'excursionisme català.

## Seccions
Per tal de dur a terme les diverses activitats, hi ha constituïdes les següents seccions: Muntanya, Esquí, Alta Muntanya i Escalada (SAME), lniciació a l'Excursionisme Infantil i Juvenil (SIEJ), Jovent, Bicicleta de Muntanya, Coral Núria, Veterans, Fotografia, Biblioteca, Arxiu i Cultura.
Va disposar d'una secció de voleibol que participà al Campionat de Catalunya durant els anys 50.

## Activitats
Una de les cites més esperades de la UEC de Gràcia arriba a la primavera-estiu, quan s'organitza una caminada anomenada Marxa Gràcia-Montserrat, que porta aquest nom ja que s'inicia al barri de Gràcia i acaba al Monestir de Montserrat. La Marxa Gràcia-Montserrat és una caminada de resistència, inclosa en el Circuit Català de Curses de Resistència de la FEEC, amb un itinerari que descobreix racons de gran bellesa i recorre paratges emblemàtics, malgrat la pressió urbanística. Entre les seves instal·lacions hi ha una caseta de banys a Badalona i el 1991 construí el refugi Gràcia als estanys d’Airoto.